# Браньяс Морера, Мария
Мари́я Бра́ньяс Море́ра (кат. Maria Branyas Morera; 4 марта 1907, Сан-Франциско — 19 августа 2024, Олот) — испанская сверхдолгожительница, чей возраст подтверждён Исследовательской группой геронтологии (GRG), Книгой рекордов Гиннесса и Группой LongeviQuest (LQ). С 17 января 2023 года (после смерти Люсиль Рандон) и до конца жизни 19 августа 2024 года являлась старейшим живущим человеком на Земле, её возраст составлял 117 лет и 168 дней.

## Биография

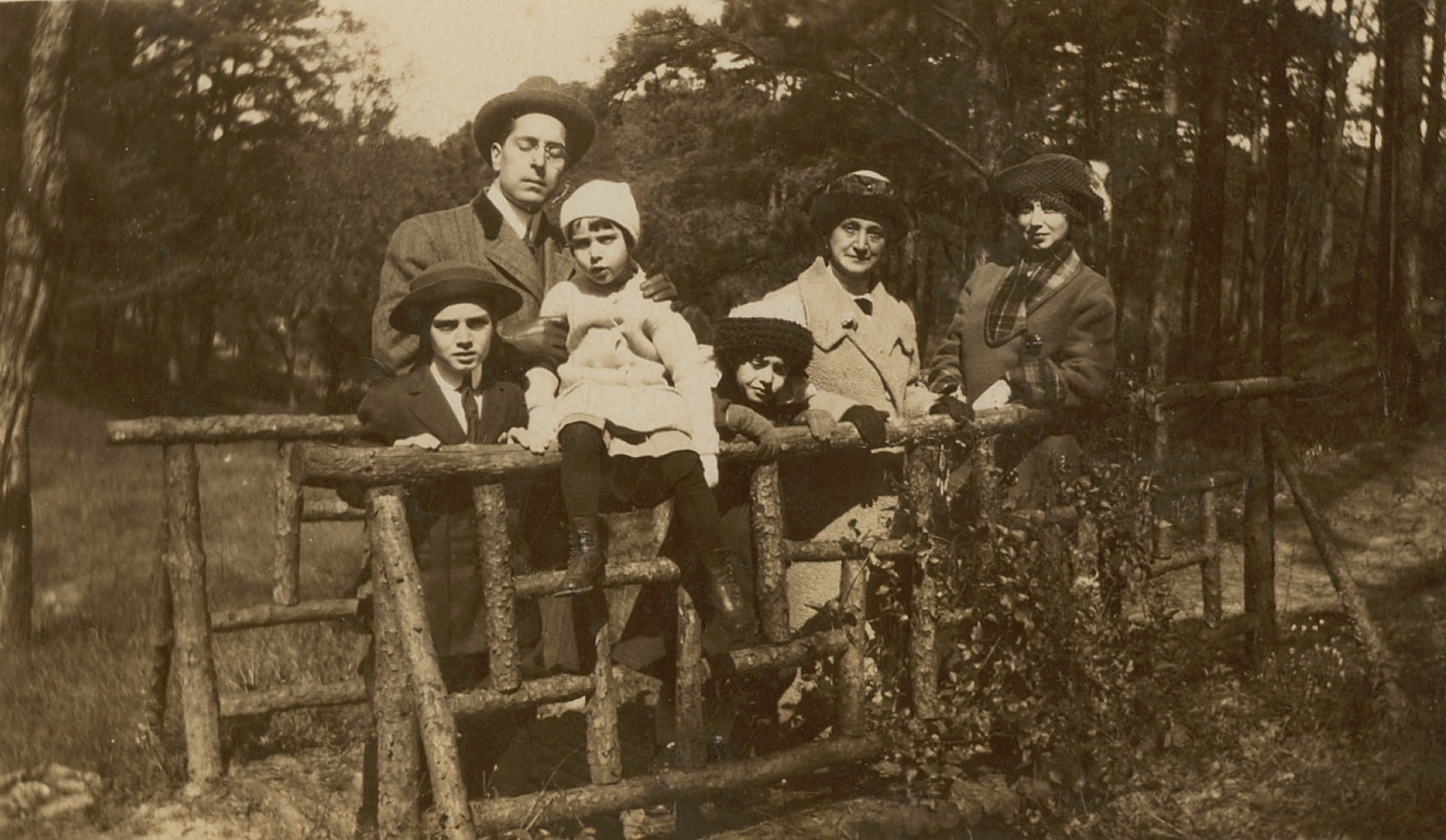
Мария Браньяс (3-я слева) со своей семьёй в Новом Орлеане, 1911 год

Мария Браньяс Морера родилась в Сан-Франциско 4 марта 1907 года, дочь журналиста из Памплоны и матери-каталонки. В детстве она переехала с семьёй в Новый Орлеан, где её отец основал журнал Mercurio и успешно издавал его для испаноязычных американцев.
В 1915 году семья приняла решение вернуться в Испанию, однако отец умер от туберкулёза прямо на корабле. Играя со своими братьями, Браньяс упала с верхней палубы на нижнюю, потеряв слух на одно ухо. Мать с дочерью поселилась в Каталонии, где Мария в 1931 году вышла замуж за врача Жоана Морета. Во время гражданской войны в Испании она работала рядом с ним в качестве медсестры в полевом госпитале в Трухильо. У них было трое детей, одиннадцать внуков и тринадцать правнуков. В 1990-е годы Браньяс путешествовала по Египту, Италии, Нидерландам и Англии, занималась шитьём, музыкой и чтением.
С 2000 года жила в доме престарелых в Олоте.
С 22 декабря 2019 года считалась старейшим жителем Испании.
В интервью газете La Vanguardia в 2019 году Мария Браньяс ответила на вопрос о том, как она воспринимает технические, социальные и общественные изменения за долгие годы своей жизни: «Произошли тотальные изменения, в том числе и прогрессивные. Всё прошло долгий путь, особенно то, как люди общаются друг с другом. Сейчас это легко, а раньше было трудно». В интервью информационному агентству ACN она заявила, что в начале XX века люди, вероятно, жили «более мирно и счастливо», но «сейчас деньги — это средство, с помощью которого можно достичь чего угодно».
В апреле 2020 года у долгожительницы выявили лёгкую форму COVID-19: у неё развилась инфекция мочевыводящих путей, и она почувствовала недомогание, но не проявляла обычных симптомов, таких как лихорадка и одышка. Она была помещена на карантин в своей комнате и преодолела болезнь без госпитализации.
Мария Браньяс Морера скончалась во сне 19 августа 2024 года в Олоте (Ла-Гарроча, Испания) в возрасте 117 лет и 168 дней. После её смерти самым старым человеком на Земле стала японка Томико Итоока.

## Рекорды долголетия
- В сентябре 2021 года Мария Браньяс Морера вошла в число 100 старейших людей в истории.
- 4 марта 2022 года Мария Браньяс Морера стала 59-м человеком в истории, отметившим 115 лет.
- 19 апреля 2022 года, после смерти Канэ Танаки, Мария Браньяс Морера стала 3-м старейшим живущим человеком Земли.
- 19 августа 2022 года, после смерти Теклы Юневич, Мария Браньяс Морера стала 2-м старейшим живущим человеком на Земле.
- 17 января 2023 года, после смерти Люсиль Рандон, Мария Браньяс Морера стала старейшим живущим человеком на Земле.
- 4 марта 2023 года Мария Браньяс Морера стала 26-м человеком в истории, отметившим 116 лет.
- 20 апреля 2023 года стала самым старым жителем Испании в истории, побив рекорд Аны Велы Рубио в 116 лет 47 дней.
- 12 декабря 2023 года, после смерти Фусы Тацуми, Мария Браньяс Морера осталась последним живым человеком, родившимся в 1907 году.
- 4 марта 2024 года Мария Браньяс Морера стала 12-м человеком в истории и первой испанкой, отметившей 117 лет[18].
- 9 мая 2024 года вошла в число 10 старейших людей в истории.
- 19 июля 2024 года, обошла по возрасту Эмму Морано, став 3-м старейшим в истории европейцем, и 8-й в мире.